# La Arcadia de mi Juventud
La Arcadia de mi juventud (わが青春のアルカディア Waga Seishun no Arukadia?) es una película de anime japonesa de 1982 que muestra el origen del personaje del Capitán Harlock creado por Leiji Matsumoto. Fue dirigida por Tomoharu Katsumata y tiene una duración de 125 minutos. Ha sido distribuida en formato DVD en España y también ha sido doblada al catalán.

## Producción
Largometraje de dibujos animados japonés del género "anime", precuela de la famosa serie de culto de Leiji Matsumoto "Capitán Harlock, el Pirata Espacial" (Uchuu Kaizoku Captain Harlock), a su vez reflejo del manga original. Según el propio Matsumoto, este filme está basado principalmente en un relato propio llamado "Arcadia invencible" de combates aéreos de la 2ª Guerra Mundial y también inspirado en una película franco-alemana de 1950 llamada Marianne de ma Jeunesse (Marianne de mi Juventud) que le había causado gran impresión.
La Arcadia de Mi Juventud es una de las películas anime sobre el Capitán Harlock que ha llegado a Latinoamérica con doblaje al español y narra los orígenes del personaje central y su nave "La Arcadia". Es una precuela a la serie de finales de los 1970s, se sitúa en un punto anterior a la trama de ésta. Es una historia más sólida y sombría que la de la serie y se utilizan claros recursos de películas clásicas de piratas y batallas navales, pero ambientado en un futuro lejano post apocalíptico y en lugar de los navíos de combate y galeones aparecen grandes naves espaciales.

## Argumento
En un futuro indeterminado, la Tierra está conquistada por una raza de extraterrestres humanoides de piel verdosa y cabello azulado, procedentes del planeta "Ilumida", que mantienen una estricta dictadura militar sobre la población humana superviviente. Las grandes ciudades son ahora en su mayor parte ruinas y el ejército de ocupación de Ilumida mantiene un estricto toque de queda bajo orden de su General, Zeda. Sin embargo, entre las ruinas se esconde la resistencia, que además de combatir con escaramuzas al invasor, emiten un programa de radio contra el régimen invasor. Este programa cambia continuamente su punto de emisión para no ser descubierto y da esperanza y fuerza a los humanos sometidos. Una mujer de voz aterciopelada y melancólica es la que pone su voz a dicho programa "La voz de la Arcadia Libre". Su nombre es Maya y al principio del filme se deja entrever que existe una antigua relación sentimental entre ella y el protagonista, hecho que queda constatado durante el desarrollo de la historia y se demuestra que Maya es su gran amor.
Harlock es un capitán de nave interestelar de combate condecorado y reconocido en la Tierra por sus hazañas en el espacio, que ahora queda relegado al mando de una nave de transporte de refugiados y materiales. En su última misión decide rebelarse contra las órdenes dadas por los invasores y trae de vuelta a un número considerable de humanos a la Tierra. Además, aprovecha para hacer un aterrizaje forzoso que daña no sólo la nave, sino además las instalaciones militares del espacio-puerto donde aterriza, evitando así que puedan usar la nave o la pista de nuevo. Por ello, Harlock es arrestado oficialmente y se le cita para un juicio militar. La guardia personal del General Zeda está formada por guerreros de un planeta que se llama Tocarga también ocupado por los Ilumidas y capitaneados por el valeroso Zoll, que haciendo un pacto de caballeros con Harlock, le deja libre unas horas para ir a encontrarse con su amada Maya, siempre que esté regrerse a las instalaciones militares para su juicio a la hora estipulada. Harlock cumple su palabra, rechaza la invitación de Zeda de integrarse a su guardia. Recibe créditos para alimentos, y al acudir al comedor participa en unos altercados donde conoce a Tochiro Oyama, un ingeniero de la resistencia disfrazado de indigente, y que lleva muchos años trabajando en un proyecto secreto: Una impresionante nave de combate llamada "La Arcadia", que posee tanto elementos tecnológicos innovadores como inspiración en los antiguos navíos de guerra del Renacimiento. Así también, durante el desarrollo se integran otros personajes femeninos: Mime, mujer de la raza Nibelung, y Reina Esmeraldas terrícola y comerciante espacial independiente.
La historia transcurre entre aforismos del libro llamado Arcadia que refuerzan los ideales de los personajes, de forma que Harlock pierde su ojo derecho y le queda una cicatriz en su mejilla izquierda; por su parte Maya sufre una herida de la que poco a poco mermará su salud. Zoll se entera por medio de Mime que el ejército espacial de Ilumida tiene órdenes de destruir su planeta Tocarga, acaba rebelándose con sus hombres, y Tochiro viendo que los acontecimientos se precipitan, elige a Harlock para capitanear su obra maestra y luchar contra el invasor. Así, nace la figura del Pirata Espacial y el temido navío Arcadia. Y porque saben que el Planeta tierra podría tener el mismo destino de Tocarga.
```
                          
Mientras los Hombres no abandonen sus sueños, estos no desaparecerán
```

Durante todo el filme se suceden "flashbacks" de épocas anteriores en las que la historia parece repetirse tanto con los ancestros de Harlock como los de Tochiro, estando ambos unidos por el destino una y otra vez. Todo ello sin perder la esencia de los personajes.
```
                         
El Mar de las Estrellas es nuestro destino, la Libertad será nuestra Bandera de Lucha
```

## Secuela: La Serie de TV
La lucha contra los Illumidas continúa en la serie de televisión 1982-1983 Endless Road SSX. Esta serie sufrió bajas calificaciones de audiencia, ya que se emitió durante los últimos años del Matsumoto-boom que comenzó en la década de 1970 con Space Battleship Yamato. Para entonces, el interés del público japonés había pasado a la tendencia en los shows de mecha que comenzaron después de Macross y Mobile Suit Gundam. El Matsumoto-boom moriría por completo en 1983 con el lanzamiento de la película para cine Final Yamato, y aparte de unos pocos proyectos únicos aislados, ningún nuevo anime producido regularmente basado en las obras de Matsumoto sería lanzado hasta 1998. En 2016, Discotek Media anunció que la serie Endless Road SSX TV fue autorizada para los territorios de América del Norte, y se lanzará oficialmente en inglés por primera vez en 2017.

## Adaptación al Cómic
La compañía estadounidense de cómics Eternity Cómics publicó una serie de cómic original basada en el Capitán Harlock. Teóricamente retomó donde lo dejó Arcadia de mi juventud, y también fue escrito en un intento de unir las líneas argumentales de Galaxy Express 999 y la serie de televisión Pirata espacial Capitán Harlock de 1978. El cómic también presentó varios arcos de historia significativos titulados "Deathshadow Rising", "Fall of the Empire" y "The Machine Men", que teóricamente conducirían a las historias de Galaxy Express 999. La serie de cómics se desarrolló entre 1989 y 1992, y fue guionada por Robert W. Gibson, y dibujada por Ben Dunn y Tim Eldred.